# Ana María Herrera
Ana María Herrera y Ruiz (1892-1969) fue una escritora, profesora de cocina y gastrónoma española, autora de recetarios domésticos, entre los cuales destaca Manual de cocina. Recetario, publicado en 1950.

## Biografía
Ana María Herrera era un ama de casa a cuyo marido mataron durante la Guerra Civil, quedándose viuda con dos hijos. Sin formación oficial, aunque docta en economía doméstica, encontró trabajo en Auxilio Social y, posteriormente en la Sección Femenina como auxiliar. Fue entonces cuando comenzó a perfeccionar su conocimiento culinario en la Academia de Gastrónomos de Madrid, donde se diplomó y conoció a José Sarrau y José Rondissoni. Después comenzó a impartir clases como profesora en diversos institutos y centros.

## Manual de cocina. Recetario
En 1950 publicó Manual de cocina. Recetario, donde además de ofrecer fórmulas, brindaba consejos prácticos sobre alimentos, técnicas y productos, con el objetivo de ayudar en la cocina diaria y doméstica, además de hacer hincapié en los productos y recetas según las estaciones.
El hecho de no tener los recursos necesarios para publicarlo hizo que le propusiera a la Sección Femenina el proyecto, quienes le ayudaron a lanzarlo y editarlos, aunque nunca retribuyeron su trabajo. Tras diez ediciones, prescindieron de mantener su autoría.
Tras el éxito cosechado, escribió dos recetarios más que por igual fueron editados por la Sección Femenina: Cocina regional (1953) y Recetario de olla a presión y batidora (1958).

## Pérdida y recuperación de la autoría
En 1961, la Sección Femenina suprimió la autoría de Ana María Herrera, por lo que desde la undécima edición fue publicado bajo el alias «Colectivo». En 1977, desaparecida ya la Sección Femenina, el recetario y con él su derecho moral básico de autoría, se legó al fondo del Ministerio de Cultura.
Los herederos de la autora, sus nietos Eduardo, Ángel y Ana Mª Fernández Díaz, iniciaron la gestión de la recuperación legítima de su nombre en 1989. Finalmente, en 1995 el Ministerio renuncia formalmente y Manual de Cocina y el Recetario de olla a presión y batidora son inscritos en el Registro de la Propiedad Intelectual.
De 1998 a 2008, la editorial El País Aguilar publica Manual de cocina con la autoría correcta. A partir de 2008, tras quince ediciones más, se decide recuperar la edición original realizada por Edimat.

## Libros
- Manual de cocina. Recetario (1950)
- Cocina regional (1953)
- Recetario de olla a presión y batidora (1958).